# Tukeri Peak
Tukeri Peak är en bergstopp i Antarktis. Den ligger i Östantarktis. Nya Zeeland gör anspråk på området. Toppen på Tukeri Peak är 1 400 meter över havet.
Terrängen runt Tukeri Peak är huvudsakligen kuperad, men västerut är den bergig. Trakten är obefolkad. Det finns inga samhällen i närheten.